# 50-та армія (СРСР)
П'ятдеся́та а́рмія (50 А) — загальновійськова армія у складі Збройних сил СРСР часів Німецько-радянської війни з 16 серпня 1941 по серпень1945.

## Командування
- Командувачі:
  - генерал-майор Петров М. П. (серпень — жовтень 1941);
  - полковник Єрмаков А. М. (жовтень — листопад 1941);
  - генерал-лейтенант, з липня 1944 генерал-полковник Болдін І. В. (листопад 1941 — лютий 1945);
  - генерал-лейтенант Озеров Ф. П. (лютий 1945 — до кінця війни).